# Om Yun-chol
Om Yun-chol (Koreaans: 엄윤철) (Hamgyŏng-pukto, 18 november 1991) is een Noord-Koreaanse gewichtheffer. Hij is 1,52 meter lang en weegt 56 kilogram. Hij won een gouden medaille op de Olympische Spelen van 2012 in Londen in de gewichtsklasse onder de 56 kilogram. Hij is tot nu toe de vijfde persoon op een Olympische Spelen die drie keer zijn eigen gewicht kon tillen.
1948: Joseph Di Pietro ·
1952: Ivan Oedodov ·
1956: Charles Vinci ·
1960: Charles Vinci ·
1964: Aleksej Vachonin ·
1968: Mohammad Nassiri ·
1972: Imre Földi ·
1976: Norair Noerikjan ·
1980: Daniel Nuñez Aguiar ·
1984: Wu Shude ·
1988: Oksen Mirzojan ·
1992: Chun Byung-kwan ·
1996: Tang Lingsheng ·
2000: Halil Mutlu ·
2004: Halil Mutlu ·
2008: Long Qingquan ·
2012: Om Yun-chol ·
2016: Long Qingquan ·
2020: Li Fabin